# بوحشانه
بوحشانه (به عربی: بوحشانة) یک شهرداری در الجزایر است که در استان قالمه واقع شده‌است. بوحشانه ۵٬۵۷۵ نفر جمعیت دارد.